# Methuen Memorial Music Hall
Die Methuen Memorial Music Hall (MMMH) ist ein Konzerthaus in Methuen, im amerikanischen Bundesstaat Massachusetts. Das Gebäude wurde 1909 fertiggestellt. Es beherbergt eine im 19. Jahrhundert hergestellte Orgel („The Great Organ“ genannt; dt.: „Die große Orgel“), die ursprünglich im Besitz der Boston Music Hall war.

## Vorgeschichte

### Die heimatlose Orgel

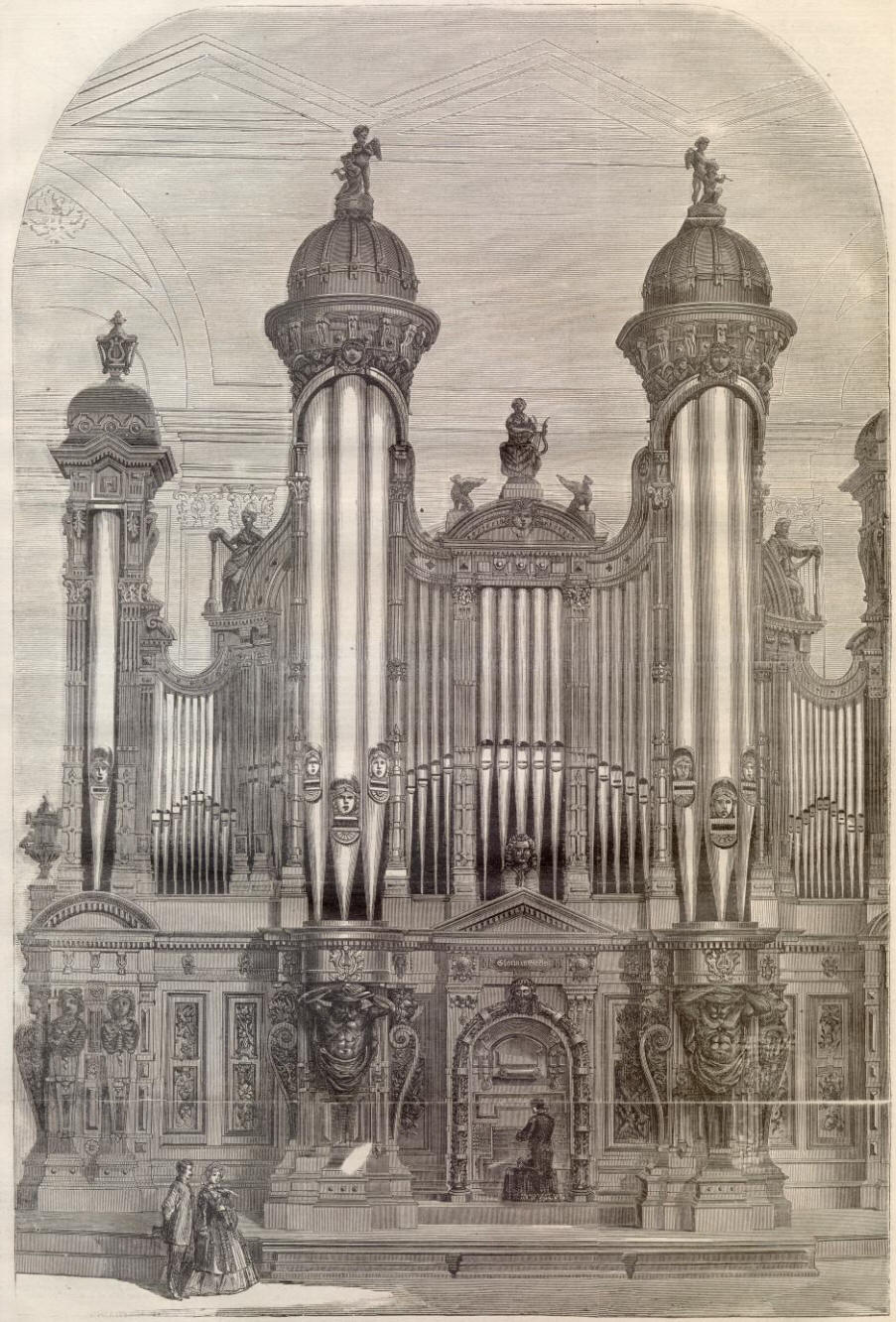
Die Orgel

Auslöser des Baus der Methuen Memorial Music Hall war die Gründung des Boston Symphony Orchestra im Jahr 1881 beziehungsweise die Tatsache, dass die Bühne in der Boston Music Hall für dieses Orchester nicht ausreichte, solange die 1863 dort eingebaute Orgel dort verblieb.
Jabez Baxter Upham, der Präsident der Boston Music Hall Association, hatte in den 1850er Jahren Reisen nach Europa unternommen, um eine geeignete Firma für den Bau dieses Instrumentes ausfindig zu machen, und hatte schließlich einen Kontrakt mit Eberhard Friedrich Walcker in Ludwigsburg abgeschlossen. 1863 konnte die Orgel, eines der größten Instrumente in den USA und gleichzeitig die erste Konzertorgel des Landes, eingeweiht werden. Sie war mit dem holländischen Schiff Presto von Rotterdam nach Boston verschifft worden und hatte schließlich – nachdem ursprünglich höchstens 25.000 Dollar angesetzt worden waren – etwa 60.000 Dollar gekostet.
1884 wurde sie zur Empörung Uphams abgebaut und für nur 5.000 Dollar an William O. Grover verkauft. Grover wollte die Orgel eigentlich dem New England Conservatory of Music übergeben, starb aber, ehe er diesen Plan umsetzen konnte. 1897 wurde die eingelagerte Orgel versteigert. Edward Francis Searles aus Methuen erhielt den Zuschlag für 1.500 Dollar, was Upham dazu veranlasste, eine Einweihungsrede für eine neue Heimat der Orgel zu konzipieren. Allerdings starb er 1902, lange bevor das Bauwerk vollendet war.

### Edward Francis Searles
Edward Francis Searles wurde 1841 in Methuen geboren, verlor früh seinen Vater und musste zeitig ins Berufsleben einsteigen. Dennoch gelang es ihm, Klavierstunden zu nehmen, und schließlich konnte er davon leben, Klavierunterricht zu erteilen. Dazu kam eine Ausbildung im Orgelspiel in Boston und ein architekturbezogenes Studium an der Boston Art School. Zeitweise arbeitete er bei dem Innenausstatter Paul and Company in Boston, ehe er zu Herter Brothers in New York wechselte, von deren Vorgängerfirma auch der Prospekt der Bostoner Orgel stammte. Searles bewährte sich etwa bei der Ausstattung der Residenz der Vanderbilts in New York und legte damit den Grundstock zu seinem Reichtum. 1881 lernte er auf einer kombinierten Kur- und Geschäftsreise Mary Frances Sherwood Hopkins, die Witwe des Eisenbahntycoons Mark Hopkins, kennen. 1887 heiratete das Paar. Mary Searles starb vier Jahre später und hinterließ ihrem Mann ein Vermögen. Er besaß nun mehr als 21 Millionen Dollar sowie Grundstücke und Gebäude in New York, San Francisco, Great Barrington und Methuen. Dies erlaubte ihm, 1899 den Bau der später so genannten Methuen Memorial Music Hall in Angriff zu nehmen und die Orgel per Eisenbahn an ihren neuen Standort transportieren zu lassen. Dort wurde sie in einem Spezialgebäude eingelagert, bis die Halle 1909 vollendet war. Von 1905 bis 1909 wurde die Orgel von der Methuen Organ Company wieder aufgebaut und zum Teil verändert. Sie wurde zu Lebzeiten Searles' nicht mehr öffentlich gespielt.

## Methuen Memorial Music Hall

### Der Bau
Der Auftrag zum Entwurf des Bauwerks am Ufer des Spicket, damals Serlo Organ Hall genannt, ging an Henry Vaughan. Dieser hatte sich bereits einen Namen als Kirchenbauer gemacht und schon mehrfach für Searles gearbeitet. So hatte er in Searles' Auftrag etwa Pine Lodge Mansion errichtet, außerdem Stillwater Manor in Salem, Stanton Harcourt Castle in Windham (New Hampshire), Dream House auf Block Island und das Mary F. Searles Science Building das Bowdoin College in Brunswick (Maine), dazu Schulen und Kirchen. Insgesamt arbeitete er an der Methuen Memorial Music Hall zehn Jahre.
Das Äußere des Bauwerks ist abgesehen von dem italienisierenden Campanile und den Barockvoluten am Giebel relativ schlicht gestaltet. Das Innere ist im englischen Barockstil gehalten und orientiert sich an den Arbeiten von Christopher Wren, speziell an seiner Gestaltung der St. Stephen’s Church in Walbrook.
Den Grundriss des Bauwerks bildet ein Lateinisches Kreuz, die Wände sind sehr dick und durch Hohlräume schallgedämmt und witterungssicher. Die Orgel erhielt ihren Platz auf der Kanzel. Mit einer Höhe von etwa 65 Fuß, einer Breite des Schiffs von 40 und einer Breite auf der Höhe der Flügel von 70 Fuß sowie einer Länge von mehr als 100 Fuß erreicht das Bauwerk ein Volumen von über 300.000 Kubikfuß und eine Nachhallzeit von rund vier Sekunden.

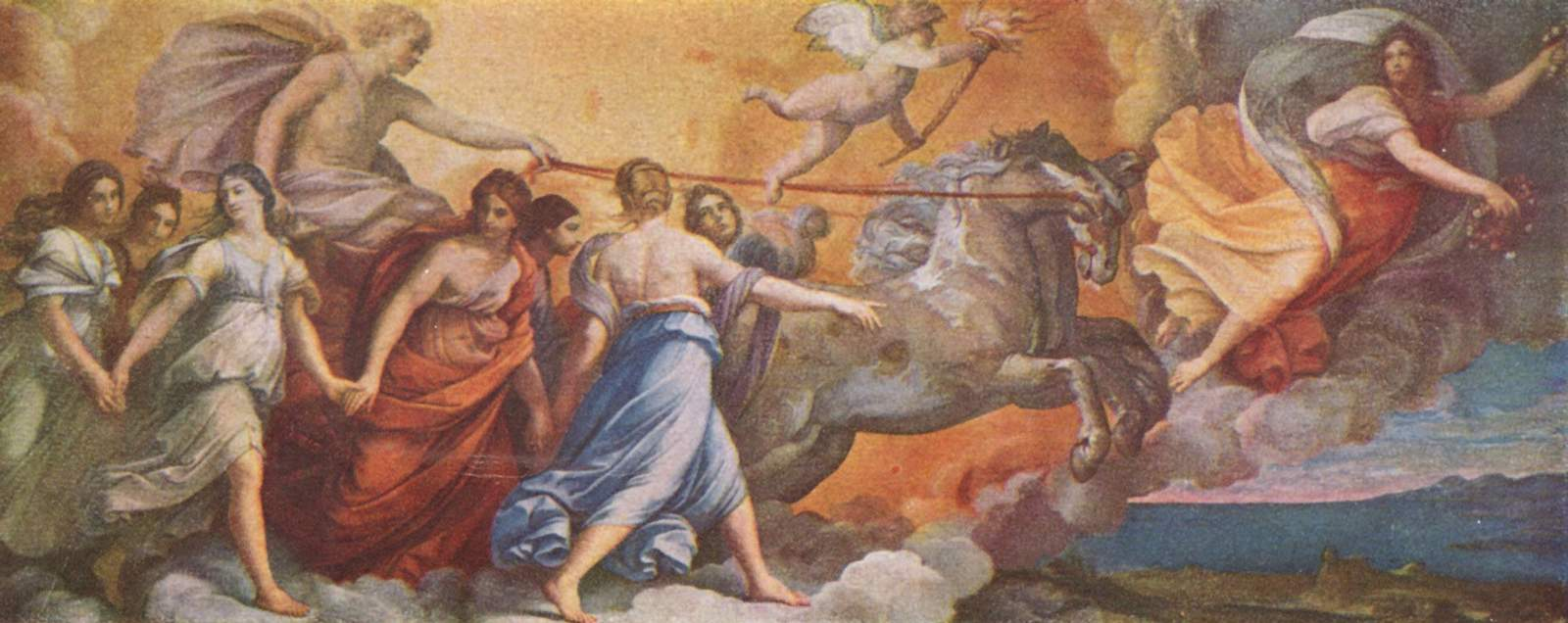
Guido Renis Aurorafresko

Der Fußboden der Halle ist mit Marmorplatten in bräunlichen und grauen Tönen ausgelegt. Die Wände sind bis zu einer Höhe von etwa zehn Fuß mit Eichenholz verkleidet. Die Gestaltung der Decke mit ihren Gipsstuckarbeiten zitiert klassische Motive. Eine Skulptur der Aurora geht auf Searles' Vorliebe für die Aurora von Guido Reni im Palazzo Pallavicini Rospigliosi in Rom zurück. Er ließ die Marmorkopie mit Genehmigung der italienischen Regierung von Carlo Nicoli anfertigen. Sie wurde 1897 vollendet und zeigt außer Aurora selbst noch den Wagen des Sonnengottes Apollon, der von vier Pferden gezogen wird, sowie sieben tanzende Horae und einen Cherub, der den Morgenstern symbolisiert.

### Nach Searles Tod
Nachdem Searles 1920 gestorben war, gingen Orgel und Halle zunächst in den Besitz seines Privatsekretärs Arthur Thomas Walker über; nach dessen Tod 1927 erbte seine Nichte Ina Cecil McEachran das Ensemble. 1930 kaufte Lillian Wightman Andrew die Halle samt Orgel. Ab 1931 veranstaltete Ernest Martin Skinner Konzerte in der Halle. In dieser Zeit spielten Größen wie Marcel Dupré, Lynwood Farnam und Edward Power Biggs die Orgel. Skinner gründete 1936 die Ernest M. Skinner and Son Company und übernahm das Fabrikgebäude der Methuen Organ Company, das mit der Konzerthalle verbunden war. Im Zuge des Zweiten Weltkriegs stellten sich Verluste ein und 1943 wurden Halle und Werkstatt verkauft. Im selben Jahr brannte das hölzerne Fabrikgebäude ab, ohne allerdings das benachbarte Konzerthaus zu beschädigen. 1946 wurde die Methuen Memorial Music Hall, Inc. gegründet, die das Ziel hatte, die Halle als Kulturzentrum zu nutzen und zu erhalten. 1947 wurden einige Veränderungen an der Orgel vorgenommen, ebenso 1970. Die Orgel wird bis heute genutzt und gilt als eines der besten Instrumente seiner Art in den USA.
Seit 1978 ist die Methuen Memorial Music Hall ins National Register of Historic Places eingetragen.

## Orgel

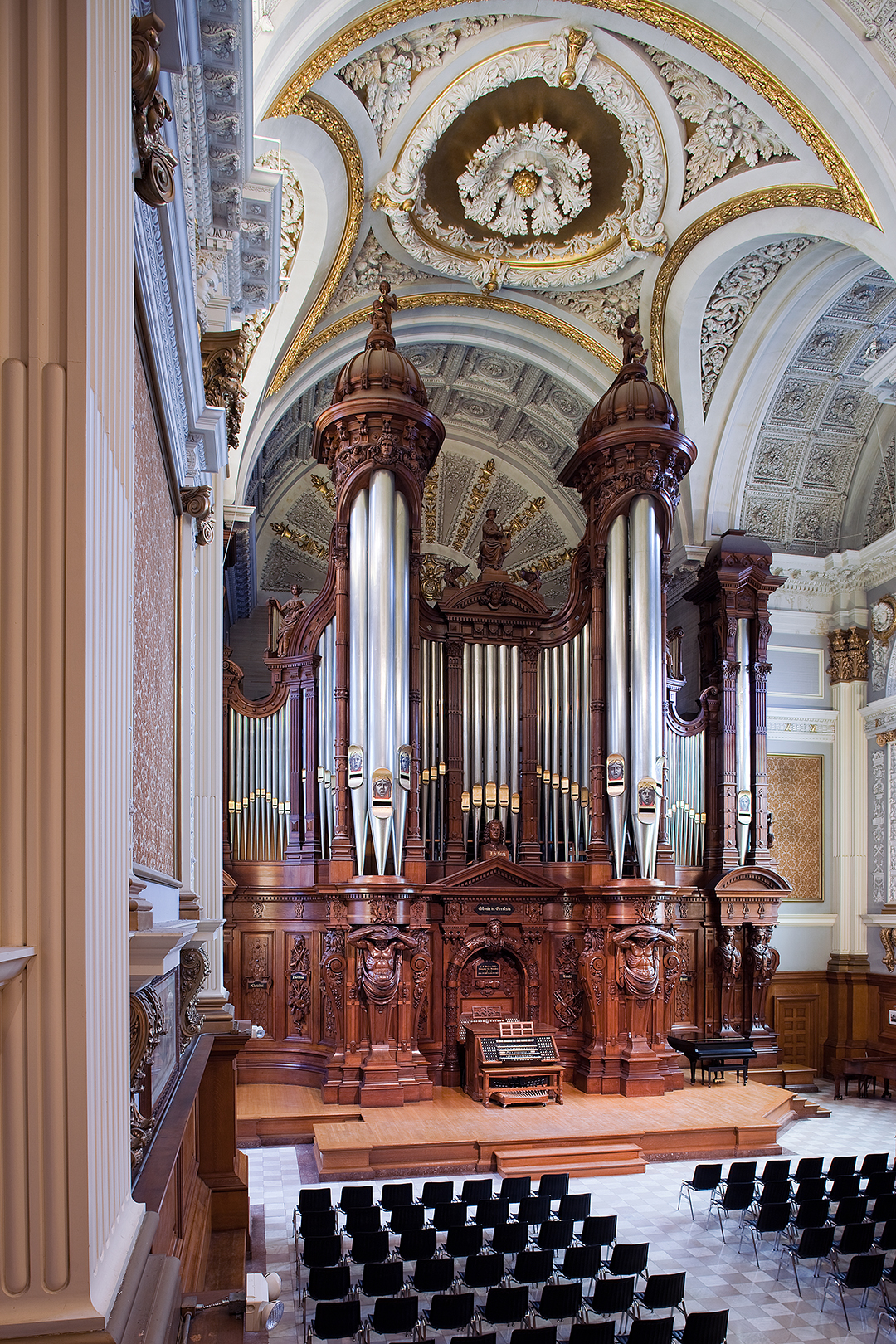
Ansicht der Walcker-Orgel in der Methuen Memorial Music hall

Die schon oben erwähnte Walcker-Orgel besitzt heute 84 Register auf vier Manualen und Pedal. Das Instrument wurde mehrfach umgebaut, unter anderem von Ernest M. Skinner und der Nachfolgefirma Aeolian Skinner Company,  und zuletzt von der Methuen Organ Company. Es hat elektropneumatische Traktur. Der originale Spieltisch von Walcker ist vorhanden, jedoch nicht angeschlossen. Stattdessen bedient man die Orgel von einem fahrbaren Spieltisch. Die Orgel hat folgende Disposition:
| I Positiv C–c4 |               |        |     |
| 01.            | Gedeckt       | 08′    | W/S |
| 02.            | Quintaten     | 08′    | S   |
| 03.            | Principal     | 04′    | W   |
| 04.            | Nachthorn     | 04′    | S   |
| 05.            | Nazard        | 2 ⁄3′  | S   |
| 06.            | Oktav         | 02′    | W   |
| 07.            | Blockflöte    | 02′    | S   |
| 08.            | Tierce        | 1 3⁄5′ | S   |
| 09.            | Quinta        | 1 ⁄3′  | S   |
| 10.            | Super Octave0 | 01′    | W   |
| 11.            | Scharff III   | 01′    | S   |
| 12.            | Zimbel III    | 01⁄4′  | S   |
|                | Tremulant     |        |     |

| II Great C–c4 |                   |        |     |
| 13.           | Principal         | 16′    | W   |
| 14.           | Viola major       | 16′    | W/S |
| 15.           | Bourdon           | 16′    | W/S |
| 16.           | Principal         | 08′    | W/S |
| 17.           | Gemshorn          | 08′    | W   |
| 18.           | Gedeckt           | 08′    | W/S |
| 19.           | Quint             | 5 1⁄3′ | W   |
| 20.           | Octave            | 04′    | S   |
| 21.           | Spitzflöte        | 04′    | S   |
| 22.           | Koppelflöte       | 04′    | S   |
| 23.           | Flûte d’amour     | 04′    | W   |
| 24.           | Terz              | 3 1⁄5′ | W   |
| 25.           | Quint             | 2 ⁄3′  | S   |
| 26.           | Super Octave      | 02′    | S   |
| 27.           | Waldflöte         | 02′    | W   |
| 28.           | Terz              | 1 3⁄5′ | W   |
| 29.           | Septième          | 1 ⁄7′  | W   |
| 30.           | Cornet IV-VI      |        | W/S |
| 31.           | Fourniture IV     | 02′    | W/S |
| 32.           | Scharff IV        | 1 ⁄3′  | S   |
| 33.           | Kleine Mixtur IV0 | 02⁄3′  | S   |
| 34.           | Trumpet           | 16′    | A/K |
| 35.           | Trumpet           | 08′    | A/K |
| 36.           | Clairon           | 04′    | A/K |
|               | Tremulant         |        |     |

| III Swell C–c4 |                   |        |   |
| 37.            | Principal         | 08′    | W |
| 38.            | Flûte à cheminée0 | 08′    | S |
| 39.            | Viole de Gambe    | 08′    | S |
| 40.            | Viole céleste     | 08′    | S |
| 41.            | Aeoline           | 08′    | S |
| 42.            | Prestant          | 04′    | W |
| 43.            | Flûte ouverte     | 04′    | W |
| 44.            | Nazard            | 2 ⁄3′  | W |
| 45.            | Octavin           | 02′    | W |
| 46.            | Piccolo           | 02′    | W |
| 47.            | Tierce            | 1 3⁄5′ | W |
| 48.            | Plein jeu IV      | 1 ⁄3′  | S |
| 49.            | Basson            | 16′    | S |
| 50.            | Trompette         | 08′    | S |
| 51.            | Hautbois          | 08′    | S |
| 52.            | Clairon           | 04′    | S |
|                | Tremulant         |        |   |

| IV Choir (schwellbar) C–c4 |                 |       |   |
| 53.                        | Quintaten       | 16′   | S |
| 54.                        | Konzertflöte    | 08′   | W |
| 55.                        | Viola           | 08′   | W |
| 56.                        | Unda maris      | 08′   | W |
| 57.                        | Traverse Flöte0 | 04′   | W |
| 58.                        | Gemshorn        | 02′   | W |
| 59.                        | Cymbel II-III   | 02⁄3′ | S |
| 60.                        | Dulzian         | 16′   | S |
| 61.                        | Krummhorn       | 08′   | S |
| 62.                        | Regal           | 04′   | W |
|                            | Tremulant       |       |   |

| Pedal C–f1 |                  |        |     |
| 63.        | Principal        | 32′    | W   |
| 64.        | Principal        | 16′    | W/S |
| 65.        | Contre Basse     | 16′    | S   |
| 66.        | Bourdon          | 16′    | W   |
| 67.        | Quintaten        | 16′    | S   |
| 68.        | Lieblich Gedeckt | 16′    | W   |
| 69.        | Octave           | 08′    | S   |
| 70.        | Cello            | 08′    | W/S |
| 71.        | Spitzflöte       | 08′    | S   |
| 72.        | Quint            | 5 1⁄3′ | S   |
| 73.        | Super Octave     | 04′    | W   |
| 74.        | Nachthorn        | 04′    | S   |
| 75.        | Terz             | 3 1⁄5′ | S   |
| 76.        | Waldflöte        | 02′    | W   |
| 77.        | Grand Bourdon IV |        | W   |
| 78.        | Mixtur VI        | 1 ⁄3′  | S   |
| 79.        | Contre Bombarde  | 32′    | W   |
| 80.        | Bombarde         | 16′    | S/M |
| 81.        | Basson           | 16′    | W/M |
| 82.        | Trompete         | 08′    | S   |
| 83.        | Clairon          | 04′    | W/S |
| 84.        | Rohrschalmei     | 02′    | S   |

- Koppeln:
  - Normalkoppeln: I/II, III/II, IV/II, III/I, IV/I, I/P, II/P, III/P, IV/P
  - Suboktavkoppeln: III/III, IV/IV, III/I, IV/I
  - Superoktavkoppeln: III/III, IV/IV, III/I, IV/I, III/P, IV/P
- Spielhilfen: Sforzando, 16 Generalkombinationen plus 8 für jedes der fünf Teilwerke auf 32 Ebenen,
- Anmerkungen

1. ↑  10 2⁄3′ + 8' + 4 4⁄7′ + 3 1⁄5′

W = Register von Walcker 
S = Register von Skinner 
A/K = Register von Andover/Killinger 
M = Register von Methuen Organ Company